# Neobisium algericum
Neobisium algericum är en spindeldjursart som först beskrevs av Edvard Ellingsen 1912.  Neobisium algericum ingår i släktet Neobisium och familjen helplåtklokrypare. Inga underarter finns listade i Catalogue of Life.